# I liga seria A polska w piłce siatkowej kobiet (1997/1998)
I liga seria A polska w piłce siatkowej kobiet 1997/1998 – 62. edycja rozgrywek o mistrzostwo polski w piłce siatkowej kobiet.

## Drużyny uczestniczące
| | I liga seria A1997/1998       |   |      |
| --- | ----------------------------- | - | ---- |
| KAL | Augusto Kalisz                | 1 | PEMK |
| AND | Dick Black La Festa Andrychów | 2 | PEZP |
| BIE | BKS Stal Bielsko-Biała        | 3 |      |
| BYD | Centrostal Bydgoszcz          | 4 |      |
| WAR | Skra Warszawa                 | 5 |      |
| POL | KPS Chemik Police             | 6 |      |
| | Awans z I ligi seria B        |   |      |
| PIŁ | Nafta Piła                    |   |      |
| KRA | Wisła-Goldenmajer Kraków      |   |      |
| CHO | Azoty Chorzów                 |   |      |
| MIE | Stal Mielec                   |   |      |
| Oznaczenia: - kolumna pierwsza – skróty nazw drużyn wpisane na mapie (jeśli ta została zamieszczona), - kolumna trzecia – miejsce zajęte przez daną drużynę w poprzednim sezonie. |                               |   |      |

## Klasyfikacja końcowa
| Miejsce | Drużyna                       |
| ------- | ----------------------------- |
| 1.      | Augusto Kalisz                |
| 2.      | Dick Black La Festa Andrychów |
| 3.      | Centrostal Bydgoszcz          |
| 4.      | BKS Stal Bielsko-Biała        |
| 5.      | Stal Mielec                   |
| 6.      | Skra Warszawa                 |
| 7-8.    | Nafta Piła                    |
| 7-8.    | Wisła-Goldenmajer Kraków      |
| 9-10.   | KPS Chemik Police             |
| 9-10.   | Azoty Chorzów                 |

     spadek do serii B